# Грей, Генри
Генри Грей (англ. Henry Gray; 1827 — 13 июня 1861) — английский анатом и хирург. Известность ему принесло издание книги под названием «Анатомия Грея». 
Член Лондонского королевского общества (1852).

## Биография
Грей родился в 1827 году в районе Лондона Белгравия и прожил большую часть своей жизни в Лондоне. В 1842 году он поступил студентом в лондонский госпиталь Св. Георгия. Знавшие Грея описывают его крайне кропотливым и методичным работником, изучавшим анатомию на основе самостоятельно проводимых диссекций.
Ещё будучи студентом, в 1848 году Генри получил трехлетнюю награду Королевской коллегии хирургов за эссе под названием «Источники, связи и распределение нервов, ведущих к человеческому глазу и его придаткам, проиллюстрированные сравнительными диссекциями глаз других позвоночных». Уже в 25 лет, в 1852 году, он был избран членом Королевского общества, а в следующем году получил премию Астли Купера в триста гиней за диссертацию «О структуре и назначении селезенки».
В 1858 году Генри опубликовал первое издание «Анатомии» объемом 750 страниц и содержащее 363 иллюстрации. Ему повезло получить помощь друга — Генри Вандайка Картера, умелого рисовальщика и бывшего демонстратора анатомии в госпитале Святого Георгия. Картер сделал рисунки, с которых затем были выполнены гравюры. Превосходные иллюстрации внесли существенную долю в изначальный успех книги. Это издание было посвящено сэру Бенджамину Броди. Второе издание было подготовлено и опубликовано Греем в 1860 году. 
Книга по-прежнему публикуется под названием «Анатомия Грея» и широко ценится как авторитетный учебник для студентов-медиков.
Генри последовательно занимал должности демонстратора «Анатомии», куратора музея и преподавателя анатомии в госпитале Св. Георгия, и в 1861 году был кандидатом на пост помощника хирурга.

## Смерть
Генри был поражен приступом сливной формы оспы, одного из наиболее смертоносных типов этого заболевания. Предположительно, он заразился в то время, когда тщательно ухаживал за своим десятилетним племянником Чарльзом Греем, который в конце концов выздоровел. 
Грей умер в возрасте 34 лет 13 июня 1861 года, в день, когда должен был проходить собеседование в качестве окончательного кандидата на престижный пост в госпитале Св. Георгия. Похоронен на Хайгейтском кладбище. В детстве Грей был вакцинирован против оспы с помощью одной из ранних форм вакцины.